# Hemichlora scordalus
Hemichlora scordalus är en tvåvingeart som först beskrevs av Walker 1861.  Hemichlora scordalus ingår i släktet Hemichlora och familjen husflugor. Inga underarter finns listade i Catalogue of Life.